# Bilhar, Shahpur
Bilhar là một làng thuộc tehsil Shahpur, huyện Gulbarga, bang Karnataka, Ấn Độ.